# Mecklenburg-Zapadno Pomorje
Mecklenburg-Zapadno Pomorje (književni njemački: Mecklenburg-Vorpommern, donjonjemački: Mekelnborg-Vörpommern ili Mäkelborg-Vörpommern) je savezna pokrajina (zemlja) u sjeveroistočnom dijelu Njemačke. Glavni grad je Schwerin.
Ona je šesta po veličini savezna država, no ujedno je i najrjeđe naseljena.

## Ime pokrajine
Oko pravilnog prevođenja imena ove pokrajina na hrvatski jezik vode se i dalje debate. Tako da trenutno postoji više varijanti prijevoda njemačkog naziva Vorpommern, a to su Zapadno Pomorje, Prednje Pomorje i Predpomorje te Zapadna Pomeranija. Također je pitanje treba li spojnicu ( - ) prevesti sa spojnicom ili s veznikom i.

## Povijest
Današnja pokrajina (zemlja) Mecklenburg-Zapadno Pomorje osnovana je nakon Drugog svjetskog rata, dana 9. srpnja 1945. prema naredbi Sovjetske vojne uprave (SMAD) na prostoru Sovjetske okupacijske zone. Ova pokrajina stvorena je na području bivše pokrajine Mecklenburg, dijela nekadašnje pruske provincije Pomorje (Pommern) koji je nakon prekrajanja njemačko-poljske granice ostao u Njemačkoj, te bivšeg hannoverskog posjeda Amt Neuhaus.
Iako je u početku ušće Odre trebala biti granica između Njemačke i Poljske, zbog položaja grada Szczecina (tadašnji Stettin) granica je na samom ušću pomaknuta kako bi cijeli grad pripao Poljskoj. Dana 5. srpnja 1945. SMAD je prepustio ovo područje poljskoj upravi. Nova njemačko-poljska granica dogovorena je Schwerinskim graničnim sporazumom između Sovjetskog Saveza i Poljske, te su njemački građani protjerani i preseljeni iz područja koja su pripala Poljskoj. Još jedna manja promjena granice uslijedila je Sporazumom Barber-Ljaščenko kojim je izmijenjena nadležnost nad nekim općinama između britanske i sovjetske okupacijske zone.
Nedugo nakon rata sovjetska je vlast pokrenula zemljišnu reformu tijekom koje su izvlašteni ratni zločinci, članovi NSDAP-a, te protivnici režima. U listopadu 1946. održani su pokrajinski izbori na kojima je izabran prvi pokrajinski parlament Mecklenburga-Zapadnog Pomorja. Dana 7. listopada 1949. privremeni istočnonjemački parlament (Volkskammer) donio je Ustav NDR-a. čime je osnovana Njemačka Demokratska Republika kojoj je ova pokrajina službeno pripala.
U cilju centralizacije država, NDR provodi reformu upravne podjele kojom su ukinute pokrajine i uvedeni okruzi kao osnovna administrativna jedinica. Mecklenburg je podijeljen na tri okruga: Neubrandenburg (jugoistok), Rostock (obalno područje) i Schwerin (jugozapad). Jugoistočni dio Zapadnog Pomorja postao je dio okruga Frankfurt.

## Zemljopis
Ova pokrajina stvorena je u lipnju 1945. od teritorija bivše Slobodne države Mecklenburg i zapadnog dijela Pomorja. Pokrajina je obnovljena 1990. nakon ponovnog ujedinjenja Njemačke.
Mecklenburg-Zapadno Pomorje sačinjeno je od Mecklenburga koji čini oko dvije trećine teritorija pokrajine, te dijelova bivše pruske provincije Pomorje koji su nakon 1945. ostali u Njemačkoj, kao i jednog manjeg dijela Prignitza i sjevernog dijela Uckermarka (nekad brandenburška područja).
Mecklenburg-Zapadno Pomorje ima obalu dugačku oko 2000 km, što je čini prvom njemačkom saveznom zemljom po dužini obale. Obala je razvijena zbog brojnih uvala i otoka. U ovoj pokrajini nalaze se dva najveća otoka u Njemačkoj, Rügen i Usedom. Drugi veliki otoci su Poel, Ummanz i Hiddensee. Najvažniji poluotok je Fischland-Darß-Zingst.
Na području ove pokrajine nalaze se tri od 14 nacionalnih parkova u Njemačkoj, po čemu Mecklenburg-Zapadno Pomorje ima više zaštićenih područja prirode od bilo koje druge njemačke pokrajine. Nacionalni parkovi na ovom području su: NP Jasmund, NP Vorpommersche Boddenlandschaft i NP Müritz.
Mecklenburg-Zapadno Pomorje poznato je po vodnim bogatstvima. Ukupna duljina rijekâ i kanala iznosi više od 26.000 km. U pokrajini se nalazi preko 2028 jezera s ukupnom površinom od 738 km². Müritz je najveće jezero u potpunosti na teritoriju Njemačke, a dio je područja bogatog jezerima (Mecklenburgische Seenplatte). Među velika jezera spadaju Plauer See, Schweriner See i Schaalsee u zapadnom Mecklenburgu, te Malchiner See, Kummerower See i Tollensesee na istoku pokrajine.

## Politika
Ministri predsjednici pokrajine Mecklenburg-Zapadno Pomorje (1945. – 1947.), te pokrajine Mecklenburg (1947. – 1952.) bili su Wilhelm Höcker (1945. – 1951., SPD/SED), Kurt Bürger (19. srpnja – 28. srpnja 1951., SED) i Bernhard Quandt (1951. – 1952., SED).
Od 1952. do ujedinjenja 1990., Mecklenburg-Zapadno Pomorje službeno nije postojalo. Na tom teritoriju nalazili su se istočnonjemački okruzi Rostock, Schwerin i Neubrandenburg.
Od 1990. do 1992. ministar predsjednik novouspostavljene savezne zemlje bio je Alfred Gomolka (CDU).

## Upravna podjela
Od upravne reforme 2011. Mecklenburg-Zapadno Pomorje sastoji se od šest kotara te dva autonomna grada.
| Kotar ili autonomni grad          | Područje                   | Sjedište       | Br. stan. 31. prosinca 2010. | Površina km² |
| --------------------------------- | -------------------------- | -------------- | ---------------------------- | ------------ |
| Rostock                           | Mecklenburg                | –              | 202.735                      | 181          |
| Schwerin                          | Mecklenburg                | –              | 95.220                       | 131          |
| Kotar Ludwigslust-Parchim         | Mecklenburg                | Parchim        | 218.362                      | 4.750        |
| Kotar Mecklenburgische Seenplatte | Mecklenburg (dio Pomorja)  | Neubrandenburg | 272.922                      | 5.468        |
| Kotar Nordwestmecklenburg         | Mecklenburg                | Wismar         | 160.423                      | 2.117        |
| Kotar Rostock                     | Mecklenburg                | Güstrow        | 216.189                      | 3.421        |
| Kotar Vorpommern-Greifswald       | Pomorje (dio Mecklenburga) | Greifswald     | 245.733                      | 3.927        |
| Kotar Vorpommern-Rügen            | Pomorje (dio Mecklenburga) | Stralsund      | 230.743                      | 3.188        |

Mecklenburg-Zapadno Pomorje sastoji se od ukupno 783 grada ili općine, od čega su dva grada autonomna.

### Veliki gradovi
| Grad/ Općina      | Kotar                       | Br. stan. 31. prosinca 2000. | Br. stan. 31. prosinca 2010. | Promjena 2000. – 2010. |
| ----------------- | --------------------------- | ---------------------------- | ---------------------------- | ---------------------- |
| Rostock           | autonomni grad              | 200.506                      | 202.735                      | +1,10 %                |
| Schwerin          | autonomni grad              | 101.267                      | 95.220                       | −5,97 %                |
| Neubrandenburg    | Mecklenburgische Seenplatte | 73.318                       | 65.282                       | −10,96 %               |
| Stralsund         | Vorpommern-Rügen            | 60.663                       | 57.670                       | −4,93 %                |
| Greifswald        | Vorpommern-Greifswald       | 54.236                       | 54.610                       | +0,69 %                |
| Wismar            | Nordwestmecklenburg         | 47.031                       | 44.397                       | −5,60 %                |
| Güstrow           | Rostock                     | 32.323                       | 30.018                       | −7,13 %                |
| Neustrelitz       | Mecklenburgische Seenplatte | 23.333                       | 21.207                       | −9,11 %                |
| Waren (Müritz)    | Mecklenburgische Seenplatte | 22.044                       | 21.051                       | −4,50 %                |
| Parchim           | Ludwigslust-Parchim         | 20.048                       | 18.425                       | −8,10 %                |
| Ribnitz-Damgarten | Vorpommern-Rügen            | 17.200                       | 16.038                       | −6,76 %                |
| Bergen auf Rügen  | Vorpommern-Rügen            | 15.616                       | 14.030                       | −10,16 %               |
| Anklam            | Vorpommern-Greifswald       | 15.826                       | 13.433                       | −15,12 %               |
| Ludwigslust       | Ludwigslust-Parchim         | 12.506                       | 12.319                       | −1,50 %                |
| Wolgast           | Vorpommern-Greifswald       | 13.747                       | 11.940                       | −13,14 %               |
| Demmin            | Mecklenburgische Seenplatte | 13.529                       | 11.890                       | −12,11 %               |
| Hagenow           | Ludwigslust-Parchim         | 12.272                       | 11.745                       | −4,29 %                |
| Bad Doberan       | Rostock                     | 11.515                       | 11.325                       | −1,65 %                |
| Pasewalk          | Vorpommern-Greifswald       | 12.873                       | 11.319                       | −12,07 %               |
| Boizenburg/Elbe   | Ludwigslust-Parchim         | 10.654                       | 10.691                       | +0,35 %                |
| Grevesmühlen      | Nordwestmecklenburg         | 11.080                       | 10.654                       | −3,84 %                |
| Grimmen           | Vorpommern-Rügen            | 11.565                       | 10.399                       | −10,08 %               |
| Sassnitz          | Vorpommern-Rügen            | 11.637                       | 10.366                       | −10,92 %               |

## Stanovništvo
Regionalno gledajući, tradicionalno stanovništvo pokrajine čine žitelji Mecklenburga, Pomorja, te djelomično Brandenburga. Nakon Drugog svjetskog rata u ove krajeve doselilo se stanovništvo prognano iz Pomorja i Istočne Pruske, te doseljenici iz drugih dijelova, većinom istočne, Njemačke. Nakon ponovnog ujedinjenja Njemačke ovdje su se doselili i etnički Nijemci iz drugih istočnoeuropskih zemalja, kao što su ruski Nijemci. U usporedbi s ostatkom Njemačke udio stranaca u pokrajini je mali, a najbrojnija skupina dolazi iz Vijetnama.
Broj stanovnika od 2,1 milijuna dosegnut je 1945./1946., unatoč velikim gubicima prouzrokovanih ratom. Razlog ovakvom velikom broju je dolazak prognanika iz dijelova Njemačke koji su pripojeni drugim državama nakon rata. Pad stanovništva koji je uslijedio rezultat je masovnog preseljenja u Zapadnu Njemačku. Pad broja stanovnika zabilježen nakon 1989, rezultat je ponovnog preseljavanja u zapadni dio zemlja, kao i vrlo niskog nataliteta.
Mecklenburg-Zapadno Pomorje najslabije je naseljena savezna pokrajina Njemačke. Većina stanovništva živi na baltičkoj obali, dok je južni dio pokrajine slabo naseljen. Bivši kotari Müritz i Mecklenburg-Strelitz bili su najrjeđe naseljeni kotari u Njemačkoj. Jedini veliki grad (iznad 100.000 stanovnika) u ovoj pokrajini je Rostock. Među ostalim većim gradovima iznad 50.000 stanovnika su su glavni grad Schwerin, te Stralsund, Greifswald i Neubrandenburg. Među važnije gradove pokrajine spadaju i Wismar i Güstrow.
Prema studiji napravljenoj 2011. razvoj stanovništva pokrajine nastavit će s negativnim trendom.
| Datum              | Br. stan. |
| ------------------ | --------- |
| 31. prosinca 2009. | 1.650.370 |
| 31. prosinca 2015. | 1.593.500 |
| 31. prosinca 2020. | 1.549.440 |
| 31. prosinca 2025. | 1.499.590 |
| 31. prosinca 2030. | 1.444.450 |

### Religija
17,9 % stanovništva ove pokrajine su protestanti (pripadnici Evangeličke Crkve u Njemačkoj), a 3,3% su katolici. Od Reformacije pa preko razdoblja švedske vlasti u ovoj pokrajini luteranizam je uhvatio čvrste korijene. No, razdoblje komunizma je u velikoj mjeri dokinulo tu tradiciju. Oko 75% stanovništva nisu vjernici.

#### Protestanti
Evangelička zajednica u Mecklenburgu-Zapadnom Pomorju organizirana je u dvije pokrajinske (zemaljske) crkve koje su međusobno spojene:
- Evangeličko-luteranska zemaljska crkva Mecklenburga čije je biskupsko sjedište u Schwerinu je s 193.000 sljedbenika (stanje 2010.)[5] najbrojnija vjerska zajednica u pokrajini. Teritorijalno ova crkva pokriva evangeličko-luteranske općine u Mecklenburgu, kao i neke općine u Schleswig-Holsteinu i Brandenburgu.
- Pomeranska evangelička crkva s biskupskim sjedištem u Greifswaldu pokriva općine koje se nalaze u njemačkom dijelu Pomorja (Pomeranije). S oko 94.000 sljedbenika (stanje 2010.), ovo je druga po veličini vjerska zajednica u Mecklenburgu-Zapadnom Pomorju.

#### Ostale kršćanske zajednice
Od doba Reformacije Rimokatolička Crkva nije brojčano značajna vjerska zajednica u ovom dijelu Njemačke. Katolici u Mecklenburgu koji su 2004. imali oko 46.000 pripadnika, spadaju pod Hamburšku nadbiskupiju, dok 13.000 vjernika u Zapadnom Pomorju spada pod Berlinsku nadbiskupiju.
U ovoj pokrajini djeluju još i neke manje kršćanske zajednice, kao što je Novoapostolska crkva i Crkva Isusa Krista svetaca posljednjih dana.

#### Judaizam
U Mecklenburgu-Zapadnom Pomorju židovske općine se nalaze u Schwerinu (uključujući Wismar), te u Rostocku. Općine su udružene u Pokrajinsko udruženje židovskih općina Mecklenburga-Zapadnog Pomorja, koje je član Središnjeg vijeća Židova u Njemačkoj.

### Jezik
U Mecklenburgu-Zapadnom Pomorju danas se govori standardnim njemačkim jezikom. Starije stanovništvo još se služi i donjonjemačkim govorom. Iako su pokrenuti školski projekti za oživljavanjem upotrebe lokalnog govora, znatni uspjeh među mlađom generacijom nije ostvaren.
Lokalni dijalekt spada u istočni donjonjemački govor, koji se koristi ili se koristio na teritoriju koji granicama odgovara području ove pokrajine. Iako bitne razlike i granice između mecklenburškog i zapadnopomeranijskog nema, postoje nekoliko lokalnih verzija ovog dijalekta. Među poznatije pisce na ovom dijalektu ubrajaju se Fritz Reuter, John Brinckman i Rudolf Tarnow.

## Kultura

### Kazališta i muzeji
Najznačajnija kazališta u pokrajini su Mecklenburško državno kazalište Schwerin, Narodno kazalište Rostock, Kazalište Zapadnog Pomorja, te Mecklenburško pokrajinsko kazalište. Ostala značajna kazališta su Kazalište Ernst-Barlach u Güstrowu, te kazališta Anklam i Wismar. Kazališne predstave odvijaju se i u odmorišnim mjestima na obali, te u umjetničkim selima.
| Kazalište                                                              | Br. posjetitelja 2007./2008. |
| ---------------------------------------------------------------------- | ---------------------------- |
| Mecklenburško državno kazalište Schwerin                               | 170.681                      |
| Kazalište Zapadnog Pomorja i simfonijski orkestar Greifswald/Stralsund | 140.902                      |
| Kazalište i orkestar Neustrelitz/Neubrandenburg                        | 120.042                      |
| Narodno kazalište Rostock                                              | 119.758                      |
| Zapadnopomorska zemaljska pozornica Anklam                             | 71.825                       |
| Mecklenburško zemaljsko kazalište                                      | 14.773                       |

## Obrazovanje
Mecklenburg-Zapadno Pomorje ima dva sveučilišta koja su među najstarijima u Europi:
- sveučilište Greifswald (osnovano 1456.)
- sveučilište Rostock (osnovano 1419.)

Pored njih postoje još četiri sveučilišta.

## Gospodarstvo
Tradicionalno su u ovoj pokrajini važne industrije vezane za pomorstvo i proizvodnju hrane. Vrlo važnu ekonomsku ulogu igraju poljoprivreda, turizam i zdravstvo.
Među značajnim poduzećima u pomorskom sektoru su Deutsche Seereederei, Scandlines, MMG i Weiße Flotte. Na obali Baltika nalazi se više brodogradilišta kao što su Volkswerft (Stralsund), Nordic Yards (Wismar i Rostock-Warnemünde), Peene-Werft (Wolgast) i Hanse Yachts (Greifswald). U Rostocku Liebherr proizvodi razne lučke i brodske dizalice i ostalu opremu. Ovaj sektor zapošljava oko 28.000 radnika (stanje 2004.).

## Sport
Nogometni klub Hansa Rostock u sezoni 2011./2012. igrao je u 2. njemačkoj nogometnoj Bundesligi. Rukometni klubovi SV Post Schwerin i HC Empor Rostock igraju u 2. njemačkoj rukometnoj Bundesligi, dok klubovi HSV Insel Usedom i Stralsunder HV igraju u 3. ligi.
Ženski odbojkaški klub Schweriner SC jedini je prvoligaš u odbojci iz ove pokrajine, dok klubovi 1. VC Stralsund i 1. VC Parchim igraju u drugoj ženskoj ligi. Hokejaški klub Rostocker EC trenutno je u trećoj ligi.
Na Baltičkom moru i jezerima popularno je jedrenje i veslanje. Hanse Sail u Rostocku je veliki godišnji sportski događaj. U pokrajini se održavaju i brojna sportska natjecanja u plivanju i trčanju.

## Vanjske poveznice
- (njem.)(engl.)(polj.)Službena stranica Mecklenburga-Zapadnog Pomorja
- (njem.)(engl.)(kin.)(jap.)(šved.)Službena turistička stranica